# Le Luot
Le Luot is een gemeente in het Franse departement Manche (regio Normandië) en telt 176 inwoners (1999). De plaats maakt deel uit van het arrondissement Avranches.

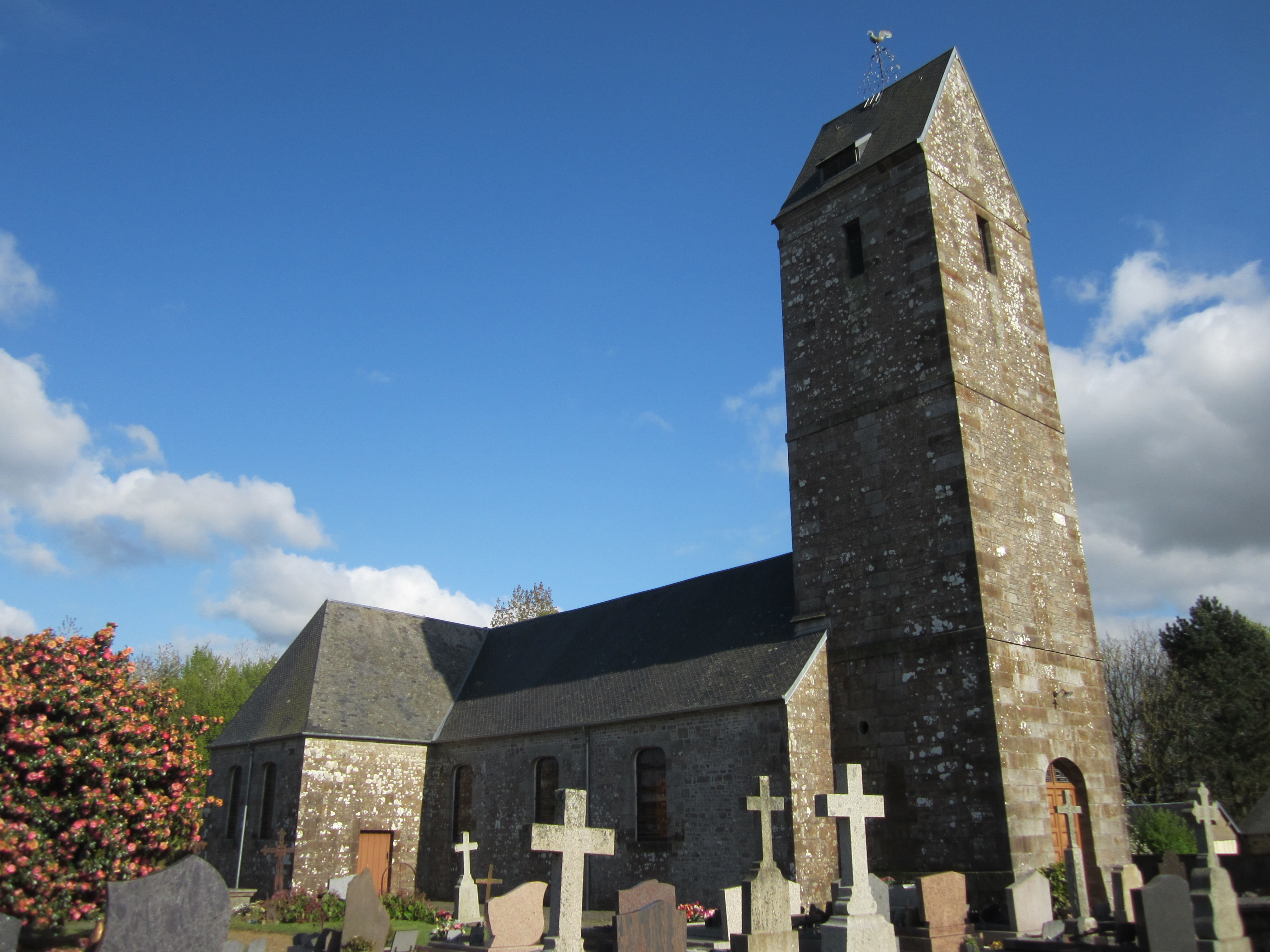
Kerk van St. Pierre
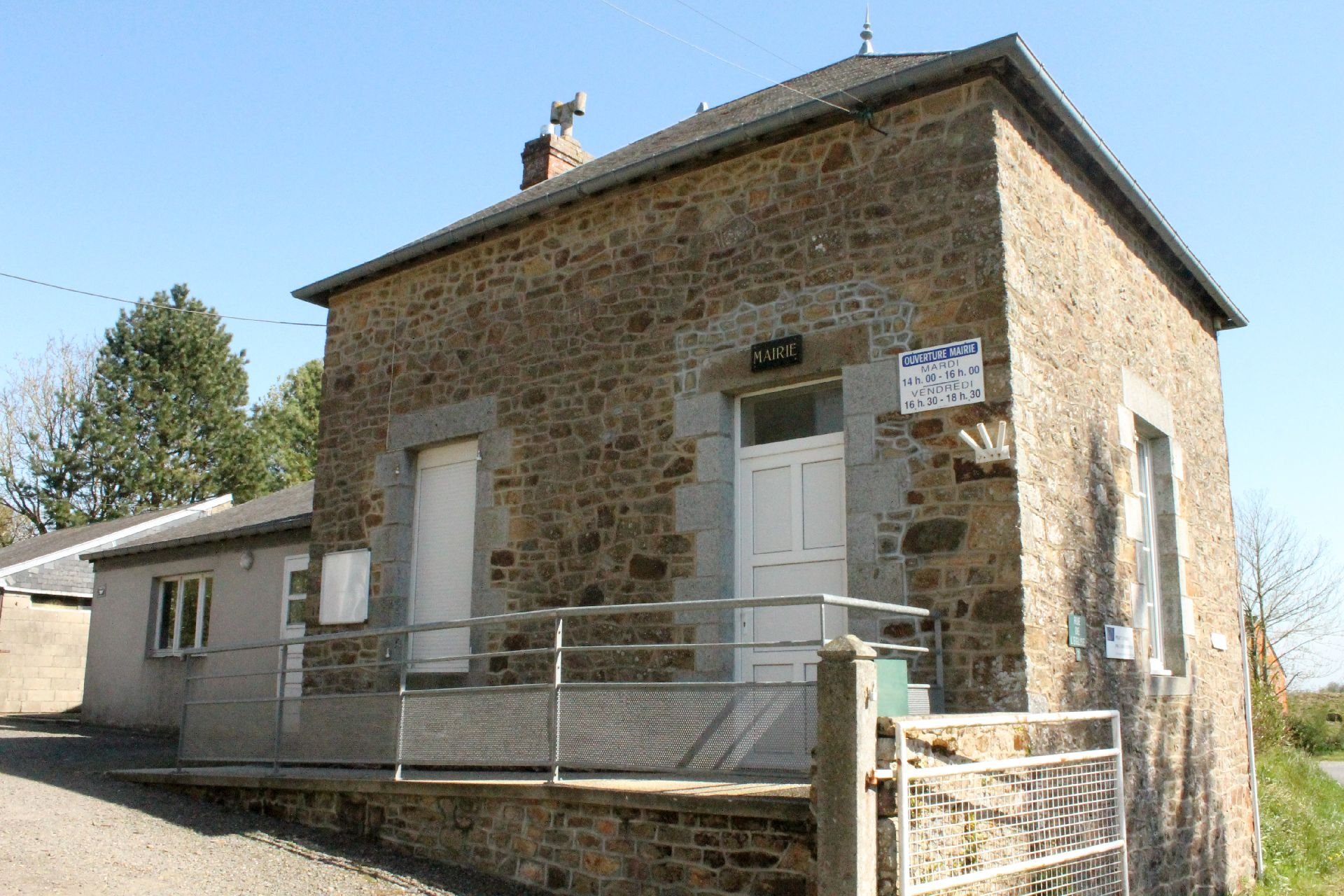
Gemeentehuis

## Geografie
De oppervlakte van Le Luot bedraagt 8,4 km², de bevolkingsdichtheid is 21,0 inwoners per km².
De onderstaande kaart toont de ligging van Le Luot met de belangrijkste infrastructuur en aangrenzende gemeenten.

## Demografie
Onderstaande figuur toont het verloop van het inwonertal (bron: INSEE-tellingen).

1. ↑  Populations de référence 2022.